# HEKO Czermno
Klub Sportowy HEKO Czermno – polski klub piłkarski z Czermna w województwie świętokrzyskim. Istniał w latach 1998–2011.
Klub występował w siedmiu poziomach ligowych. Zmagania rozpoczął w klasie B w 1998 roku, a następnie regularnie uzyskiwał awanse do wyższych lig. W 2003 wywalczył promocję do III ligi, a w sezonie 2004/2005 zwyciężył w tych rozgrywkach i uzyskał awans do II ligi. W niej HEKO wygrało 10 meczów i uplasowało się na 12. miejscu, następnie zaś przegrało baraż o utrzymanie ze Stalą Stalowa Wola. W sezonie 2006/2007 klub został wycofany z III ligi i znalazł się w klasie A. Do 2011 roku występował w niższych ligach, następnie został rozwiązany.
HEKO rozgrywało mecze w roli gospodarza na stadionie w Czermnie, którego pojemność wynosi 2,5 tys. miejsc. W spotkaniach trzecioligowych średnia frekwencja wynosiła 605 kibiców, natomiast mecze w II lidze obserwowały średnio 1032 osoby (maksymalnie 2,5 tys. – trzy razy, minimalnie 200 – raz).
W sezonie 2003/2004 piłkarzem HEKO był Grzegorz Piechna, późniejszy reprezentant Polski.

## Historia klubu

### Geneza i powstanie klubu
W 1974 roku, na fali sukcesów reprezentacji Polski w piłce nożnej (mistrzostwo olimpijskie, trzecie miejsce w mistrzostwach świata), w Czermnie powstał Ludowy Zespół Sportowy. Klub borykał się z wieloma problemami, m.in. natury finansowej, i po ośmiu latach od założenia został rozwiązany. W 1997 roku z inicjatywy Marioli i Henryka Koniecznych, właścicieli istniejącej od lipca 1990 firmy HEKO, zajmującej się produkcją owiewek samochodowych, powstał zespół LZS HEKO. W sezonie 1997/1998 z powodzeniem brał on udział w rozgrywkach gminy Fałków.
Henryk Konieczny decyzję o założeniu klubu piłkarskiego w Czermnie, motywował m.in. faktem, że w miejscowości tej mieszkali jego rodzice. O początkach piłki nożnej we wsi wypowiedział się w sposób następujący: „Z biegiem lat, gdy firma się rozrastała, a moi pracownicy coraz częściej kopali futbolówkę, złożyłem drużynę zakładową. To był początek futbolu w tej miejscowości. Potem poszło z górki”.

### Od 1998 do 2003: Awans z klasy B do III ligi

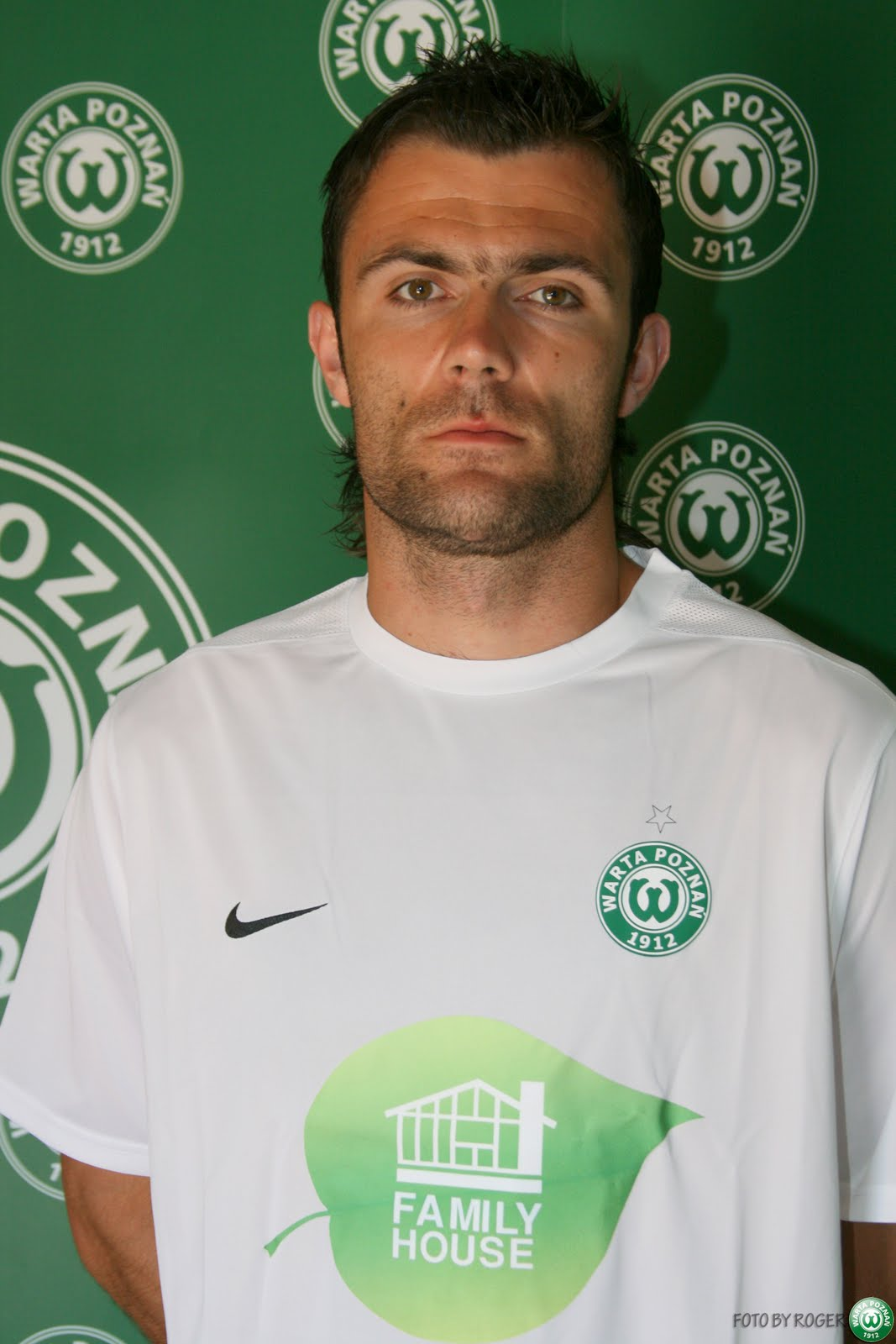
Krzysztof Sobieraj (na zdjęciu w stroju Warty Poznań) występował w barwach HEKO w IV lidze

17 sierpnia 1998 roku prezes klubu Henryk Konieczny zgłosił w Piotrkowskim Okręgowym Związku Piłki Nożnej drużynę do klasy B. W debiutanckim sezonie w tych rozgrywkach HEKO zwyciężyło i awansowało do wyższej ligi. Rok później klub wygrał rozgrywki klasy A, zajmując pierwsze miejsce z przewagą jednego punktu nad Unią-Concordią Piotrków Trybunalski. Ponadto zdobył puchar Polski na szczeblu okręgu – w półfinale wygrał 4:3 z WOY Bukowiec Opoczyński, natomiast w meczu finałowym, rozegranym na boisku w Gomunicach, pokonał 3:2 GKS II Bełchatów (gole dla HEKO strzelili Andrzej Dec, Sebastian Maciejczyk i Michalski). Drużyna prowadzona wówczas przez Waldemara Ceckiego w kolejnym sezonie reprezentowała województwo piotrkowskie na szczeblu centralnym – 9 sierpnia 2000 roku przegrała w I rundzie z drugoligowym Polarem Wrocław 1:3; honorową bramkę zdobył Andrzej Dec.
W 2000 roku klub został przekształcony z LZS na Klub Sportowy HEKO, zaś zmiany administracyjne spowodowały, że drużyna znalazła się w Świętokrzyskim Związku Piłki Nożnej. Piłkarze z Czermna rozpoczęli sezon w klasie okręgowej od zwycięstwa 1:0 ze Spartą Kazimierza Wielka. Kolejne mecze potwierdziły wysokie aspiracje klubu – wygrał on m.in. 5:0 z Bucovią Bukowa, 4:0 z Piastem Osiek, 7:0 z Piaskowianką Piaski i 4:0 z Partyzantem Wodzisław. Ostatecznie drużyna uplasowała się na drugim miejscu w tabeli, tracąc 12 punktów do Wiernej Małogoszcz. W bezpośrednich spotkaniach ze zwycięzcą rozgrywek HEKO zaprezentowało się jednak lepiej – w pojedynku rundy jesiennej przegrało co prawda 2:3, lecz wiosną zwyciężyło w domowym meczu 4:0.
Druga lokata zajęta przez HEKO dała czermnianom awans do IV ligi świętokrzyskiej. W niej drużyna zadebiutowała sierpniowym meczem z Czarnymi Połaniec, który zakończył się wygraną 3:0. Pod koniec kwietnia 2002 roku zespół odniósł najwyższe zwycięstwo w sezonie 2001/2002 – pokonał w Czermnie w obecności 400 widzów 7:0 Spartę Dwikozy. W całych rozgrywkach klub należał do czołówki, co potwierdziło zajęcie czwartego miejsca. W trakcie letniego okna transferowego drużyna została wzmocniona i w 2003 roku wywalczyła promocję do III ligi. Z 34 rozegranych meczów piłkarze HEKO wygrali 28 i drugi w tabeli GKS Nowiny wyprzedzili o 21 punktów. W całych rozgrywkach strzelili 91 goli, a do najwyższych zwycięstw należały wygrane 4:0 ze Starem Starachowice, 7:1 z Łysicą Bodzentyn, 5:0 z Orliczem Suchedniów, 4:0 z Piastem Chęciny, 4:0 z MKS Końskie, 4:0 z Zenitem Chmielnik, 13:1 ze Świtem Ćmielów i 5:0 z Naprzodem Jędrzejów. Duży udział w uzyskaniu awansu miał napastnik Arkadiusz Stępień, który z 27 golami na koncie został królem strzelców IV ligi.
W początkowym okresie działalności klubu, trzon zespołu stanowili pracownicy firmy zarządzanej przez Henryka Koniecznego. Po awansie do ligi okręgowej nie radzili sobie oni już tak dobrze. Do drużyny dołączyli więc lepsi zawodnicy z pobliskich miejscowości, m.in. z Końskich i Skarżyska-Kamiennej. W 2002 roku do klubu trafił pierwszy zawodnik, który miał za sobą występy w I lidze. Był nim Sebastian Synoradzki, który w latach 1994–1998 rozegrał w barwach Rakowa Częstochowa 100 meczów i strzelił w nich dwa gole.

### Od 2003 do 2005: Gra w III lidze

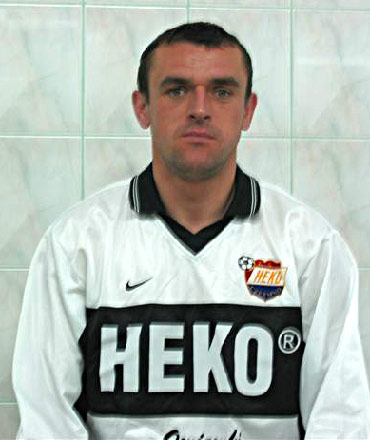
Grzegorz Piechna w biało-czarnym stroju HEKO. W sezonie 2003/2004 zawodnik ten w barwach klubu z Czermna został królem strzelców III ligi – zdobył 23 gole

10 sierpnia 2003 roku HEKO w swoim debiucie w III lidze zremisowało bezbramkowo z Sandecją Nowy Sącz. Pierwszą wygraną odnotowało w czwartej kolejce, pokonując 1:0 w meczu wyjazdowym Siarkę Tarnobrzeg po golu strzelonym przez Grzegorza Piechnę. Początkowo klub znajdował się w dolnych rejonach tabeli, jednakże po rozegraniu kilku spotkań sytuacja zmieniła się. HEKO zaczęło odnosić zwycięstwa – w rundzie wiosennej pokonało m.in. mające drugoligowe aspiracje Stal Rzeszów (2:0) i Koronę Kielce (3:1). Dzięki dobrym występom zespół niespodziewanie znalazł się w gronie faworytów do awansu. Prezesowi Henrykowi Koniecznemu udało się w krótkim czasie zbudować mocną ekipę, walczącą z determinacją i mającą wspólne cele. Na trzecioligowych boiskach wyróżnił się Grzegorz Piechna, który z dorobkiem 23 goli został królem strzelców.
W sezonie 2003/2004 HEKO zajęło trzecie miejsce, lecz drużynie został przyznany walkower za mecz z Hetmanem Zamość (wystąpiło w nim dwóch nieuprawnionych do gry zawodników). Spowodowało to, że klub z Czermna znalazł się na drugiej pozycji, która dawała możliwość gry w barażu. Zespół z Zamościa odwołał się jednak od decyzji przyznania walkowera i Polski Związek Piłki Nożnej pozytywnie rozpatrzył jego prośbę. Ostatecznie więc drugą lokatę zajęła Stal Rzeszów.
Przed rozpoczęciem sezonu 2004/2005 kadra zespołu została osłabiona. Grzegorz Piechna, Jakub Grzegorzewski i Zbigniew Wojtaszek odeszli do Korony Kielce, natomiast Cezary Stefańczyk zasilił RKS Radomsko. Eksperci twierdzili, że klub z Czermna będzie walczył o utrzymanie się w III lidze. W pierwszych sześciu meczach HEKO odniosło dwa zwycięstwa (2:1 z Sandecją Nowy Sącz i 2:1 z Hetmanem Zamość), zanotowało dwa remisy oraz przegrało 0:2 z Motorem Lublin i 0:4 Hutnikiem Kraków na stadionie Suche Stawy. W siódmej kolejce klub pokonał 3:1 Wierną Małogoszcz i od tego spotkania do końca rundy nie poniósł już żadnej porażki. Zwycięstwa w ośmiu kolejnych meczach (m.in. 4:2 z Kmitą Zabierzów i 2:0 ze Stalą Rzeszów) sprawiły, że HEKO stało się jednym z głównych kandydatów do awansu. Po rundzie jesiennej zajmowało bowiem pierwsze miejsce w tabeli i miało przewagę czterech punktów nad drugimi Tłokami Gorzyce.
W przerwie zimowej klub nie dokonał znaczących wzmocnień. W pierwszym wiosennym meczu przegrał na wyjeździe z Tłokami Gorzyce 1:3, następnie zremisował 1:1 z ostatnią w tabeli Polonią Przemyśl. Później HEKO odniosło efektowne zwycięstwo nad Hetmanem Zamość (3:0), jednak pod koniec kwietnia 2005 roku uległo 0:2 Kmicie Zabierzów, co spowodowało, że zespół spadł z pierwszego miejsca. Na pięć kolejek przed końcem sezonu Andrzeja Deca na stanowisku trenera zastąpił Paweł Kozłowski. Pod wodzą nowego szkoleniowca HEKO nie przegrało żadnego spotkania i plasując się na pierwszej pozycji uzyskało promocję do II ligi. Wyróżniającym się zawodnikiem był zdobywca 10 goli (w tym dziewięciu wiosną), Paweł Zawistowski. Okazał się on graczem uniwersalnym – grał zarówno w pomocy, jak i ataku. Awans zespołu okazał się dużą niespodzianką, gdyż do tamtej pory jeszcze nigdy w historii drużyna z tak małej miejscowości nie znalazła się w II lidze.
HEKO promocję do II ligi wywalczyło wygrywając 5:0 w przedostatniej kolejce z Pogonią Staszów, choć piłkarze z Czermna świętowali awans już po zwycięstwie 2:0 z Wisłą II Kraków. Stało się tak dlatego, że w maju została cofnięta trzecioligowa licencja staszowskiej drużynie. Mecz miał się nie odbyć, jednak na początku czerwca Najwyższa Komisja Odwoławcza PZPN cofnęła decyzję o przyznaniu walkowera i ostatecznie spotkanie zostało rozegrane.

### Od 2005 do 2006: Sezon w II lidze

#### Runda jesienna
20 czerwca 2005 roku nowym trenerem HEKO został Janusz Białek. Do drużyny dołączyli m.in. Marcin Mańka, Marcin Boguś, Adrian Sobczyński, Marcin Folc i Nigeryjczyk Philip Umukoro. Zespół przygotowywał się do rozgrywek głównie na własnych obiektach, w jednym z meczów kontrolnych pokonał 2:1 pierwszoligową Koronę Kielce. Do sezonu 2005/2005 klub przystąpił z myślą o utrzymaniu statusu drugoligowca.
W debiutanckim meczu HEKO zmierzyło się 29 lipca 2005 roku z innym świętokrzyskim zespołem, KSZO Ostrowiec Św. Na stadionie rywala piłkarze z Czermna umiejętnie bronili się przez całe spotkanie i zdobyli punkt. W drugiej kolejce, również w meczu wyjazdowym, zmierzyli się z Zawiszą Bydgoszcz. Trener Janusz Białek, podobnie jak w spotkaniu przeciwko KSZO, zastosował defensywną taktykę. Pomimo tego, iż beniaminek stworzył zaledwie trzy dogodne sytuacje do zdobycia gola, wygrał 1:0. W 32. minucie Marcin Folc oddał strzał w kierunku bramki, który obronił bramkarz rywali. Wybił piłkę jednak tak niefortunnie, że ta trafiła w Łukasza Tupalskiego i odbijając się od niego wpadła do bramki. Zwycięstwo w meczu z Zawiszą spowodowało, że klub po dwóch ligowych kolejkach zajmował w tabeli trzecie miejsce.
W trzeciej kolejce HEKO rozegrało swój pierwszy mecz w II lidze w Czermnie – zmierzyło się w nim z Jagiellonią Białystok i przegrało 0:1 po golu strzelonym głową przez Jacka Markiewicza, choć miało kilka dogodnych sytuacji do zdobycia bramki, m.in. przy stanie 0:0 swoich szans nie wykorzystali Marek Drozd, Marcin Folc i Grzegorz Cheda. W kolejnym spotkaniu, przeciwko Podbeskidziu Bielsko-Biała (1:1), HEKO strzeliło swoją pierwszą bramkę w II lidze (nie wliczając gola samobójczego w meczu z Zawiszą). Zdobył ją Krystian Kanarski, który dobił strzał Philipa Umukoro. 11 września 2005 roku klub odniósł pierwsze zwycięstwo w Czermnie – w obecności 2,5 tys. widzów pokonał 3:1 Lechię Gdańsk po golach zdobytych przez Krzysztofa Trelę, Pawła Zawistowskiego i Marcina Folca. Tydzień później zespół zremisował bezbramkowo we Wrocławiu ze Śląskiem, który w drugiej połowie nie wykorzystał rzutu karnego.
2 października 2005 roku HEKO odniosło najwyższe zwycięstwo w II lidze. W domowym meczu pokonało 4:0 Finishparkiet Nowe Miasto Lubawskie. W spotkaniu tym gole strzelili Dariusz Walęciak, Krzysztof Trela, Krystian Kanarski i Marcin Folc. Tydzień później klub bezbramkowo zremisował w Radomiu z Radomiakiem, a w następnej kolejce przegrał 2:3 z Piastem Gliwice. Porażka z tą drużyną zakończyła passę ośmiu spotkań bez przegranej. W przedostatnim meczu rundy jesiennej HEKO zwyciężyło 1:0 Świt Nowy Dwór Mazowiecki po golu strzelonym na początku pojedynku przez Krystiana Kanarskiego. W ostatnim spotkaniu zremisowało 2:2 z Górnikiem Polkowice, choć dwukrotnie prowadziło i przez większość meczu przeważało.
W rundzie jesiennej drużyna nieco rozczarowała swoją defensywną grą i brakiem skuteczności. Czermnianie dobrze spisywali się w spotkaniach wyjazdowych, w których przegrali raz przy siedmiu remisach. Po pierwszej rundzie HEKO zajmowało 11. miejsce. W przerwie zimowej doszło do zmiany trenera. Prezes Henryk Konieczny zwolnił Janusza Białka, którego następcą został Józef Antoniak. Kadra zespołu została wzmocniona. Do drużyny dołączyli m.in. mający za sobą występy w I lidze w barwach Odry Wodzisław Śląski Bartłomiej Socha oraz Białorusin Jewgienij Branowickij.

#### Runda wiosenna
Do rudny wiosennej piłkarze HEKO przygotowywali się na obozie kondycyjnym w Chorzowie. Ze względu na złą pogodę pierwszy mecz w lidze zawodnicy z Czermna rozegrali dopiero 1 kwietnia 2006 roku. Zmierzyli się w nim z Podbeskidziem Bielsko-Biała i wygrali 2:1, pomimo tego, że w całym spotkaniu oddali cztery strzały; dodatkowo rywale przeważali przez większość pojedynku. Trzy dni później w zaległym meczu z Jagiellonią Białystok zremisowali 0:0, następnie zaś przegrali 0:1 w Łodzi z Widzewem, dla którego jedynego gola zdobył strzałem z dystansu w doliczonym czasie gry Bartłomiej Grzelak.

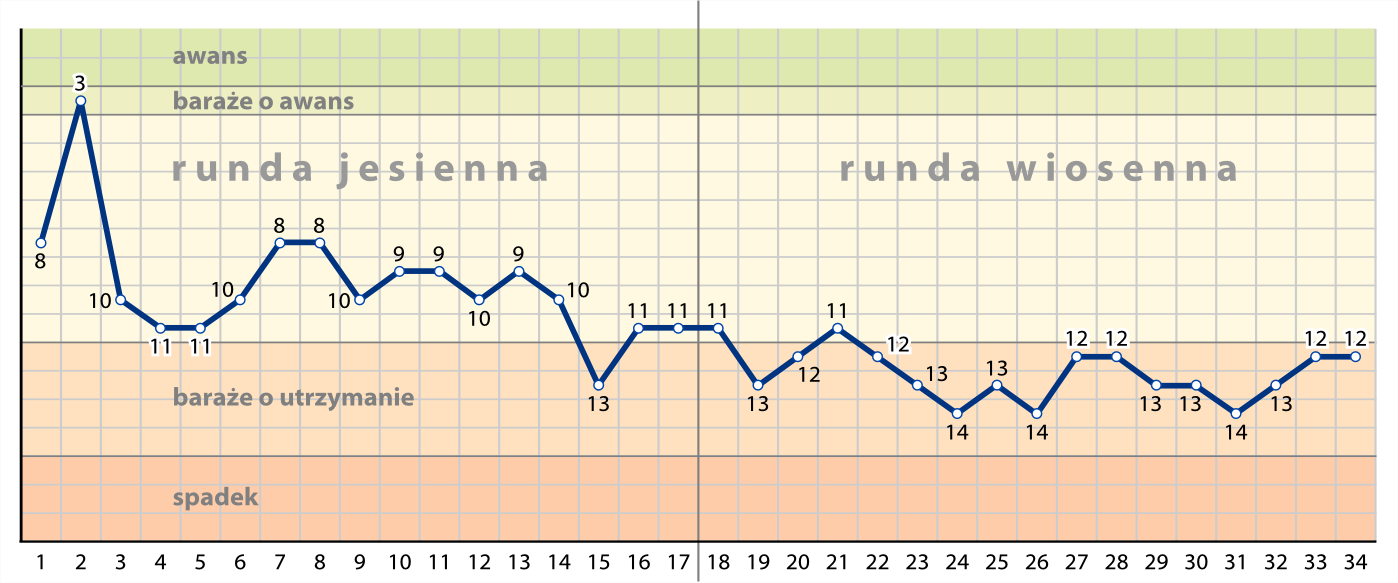
Miejsca zajmowane przez drużynę w sezonie 2005/2006 kolejka po kolejce

Kolejne trzy spotkania zostały rozegrane w Czermnie, co spowodowało, że jeszcze przed ich rozpoczęciem, klub liczył na zdobycie kilku punktów. Drużyna przegrała jednak z Zawiszą Bydgoszcz (2:4), następnie uległa Zagłębiu Sosnowiec (1:2) i na koniec zremisowała bezbramkowo z KSZO Ostrowiec Św.. Później, w spotkaniu z Lechią Gdańsk, czermnianie zremisowali 1:1, takim samym wynikiem zakończył się mecz ze Śląskiem Wrocław. Następnie drużyna przegrała 2:4 z Ruchem Chorzów. Po serii ośmiu spotkań bez wygranej, zespół odniósł dwa zwycięstwa – pokonał 2:1 Finishparkiet Nowe Miasto Lubawskie oraz 1:0 Radomiaka Radom.
W kolejnych trzech meczach klub nie zdobył żadnego punktu, nie strzelił również żadnej bramki. 31 maja 2006 roku HEKO wygrało 4:0 ze Szczakowianką Jaworzno, wyrównując tym samym rekord najwyższego zwycięstwa w II lidze z rundy jesiennej. W kolejnym spotkaniu piłkarze z Czermna zwyciężyli 4:3 Świt Nowy Dwór Mazowiecki, a trzy gole strzelił w tym pojedynku Marcin Folc. Rozgrywki ligowe HEKO zakończyło spotkaniem z Górnikiem Polkowice, które wygrało 2:1, choć po czerwonej kartce dla Marcina Mańki w 85. minucie, funkcję bramkarza pełnił obrońca Marek Drozd.
Defensywna gra drużyny we wiosennych pojedynkach nie przyniosła spodziewanych efektów. Ostatecznie HEKO z dorobkiem 43 punktów uplasowało się w tabeli na 12. miejscu, które oznaczało grę w barażu o utrzymanie się w II lidze. W nim drużyna z Czermna spotkała się z drugim zespołem III ligi grupy 4, Stalą Stalowa Wola. W pierwszym spotkaniu, rozegranym w Stalowej Woli, przegrała 0:1 po bramce Janusza Iwanickiego. Pojedynek rewanżowy odbył się w Czermnie i zakończył zwycięstwem HEKO 2:1. Gole dla gospodarzy strzelili w tym meczu Marcin Folc i Krystian Kanarski; Krzysztof Trela nie wykorzystał zaś w 70. minucie rzutu karnego. Wynik ten dał jednak awans Stali, gdyż stalowowolski zespół zdobył jedną bramkę w spotkaniu wyjazdowym.
Jeszcze przed meczami barażowymi działacze zdegradowanej z Orange Ekstraklasy Polonii Warszawa wystąpili z propozycją przeniesienia HEKO do stolicy. Prezes klubu z Czermna Henryk Konieczny spotkał się w tej sprawie z przedstawicielami stołecznej drużyny i prowadził z nimi rozmowy. Nie zakończyły się one jednak powodzeniem. Konieczny przed rozpoczęciem rundy wiosennej sezonu 2005/2006 myślał także o przeniesieniu drużyny do Oświęcimia, gdzie posiadał drugą fabrykę swojej firmy. Wycofał się z tego pomysłu, gdyż w tej miejscowości popularnością cieszy się hokej na lodzie (zob. Unia Oświęcim). Jedną z opcji były również Starachowice.

#### Kadra w sezonie 2005/2006
Opracowano na podstawie materiału źródłowego.
Uwaga: Literą „j” oznaczono zawodników występujących jedynie w rundzie jesiennej, natomiast literą „w” grających tylko w rundzie wiosennej.
| Nr | Poz. | Piłkarz                   |
| -- | ---- | ------------------------- |
|    | BR   | Marcin Mańka              |
|    | BR   | Łukasz Mariak             |
|    | BR   | Maciej Sowiński (w)       |
|    | OB   | Marcin Boguś              |
|    | OB   | Jewgienij Branowickij (w) |
|    | OB   | Marek Drozd               |
|    | OB   | Patryk Dworzyński         |
|    | OB   | Łukasz Matuszczyk         |
|    | OB   | Jarosław Solarz           |
|    | OB   | Dariusz Walęciak          |
|    | PO   | Grzegorz Cheda            |
|    | PO   | Krystian Kanarski         |
|    | PO   | Hubert Kościukiewicz      |

| Nr | Poz. | Piłkarz                 |
| -- | ---- | ----------------------- |
|    | PO   | Damian Marcioch (j)     |
|    | PO   | Tomasz Nawrot (j)       |
|    | PO   | Adrian Sobczyński       |
|    | PO   | Krzysztof Trela         |
|    | PO   | Paweł Woźniak (w)       |
|    | PO   | Paweł Zawistowski       |
|    | PO   | Arkadiusz Żaglewski (w) |
|    | NA   | Marcin Folc             |
|    | NA   | Ladislav Luka (j)       |
|    | NA   | Sebastian Pluta         |
|    | NA   | Philip Umukoro          |
|    | NA   | Przemysław Pałkus (w)   |
|    | NA   | Bartłomiej Socha (w)    |

### Od 2006 do 2011: Gra w niższych ligach i rozwiązanie klubu
Po przegranym barażu o utrzymanie się w II lidze z klubu odszedł trener Józef Antoniak, kilku piłkarzy rozwiązało umowy, natomiast kilkunastu rozpoczęło treningi z innymi zespołami. HEKO miało przystąpić do rywalizacji w III lidze, jednak prezes Henryk Konieczny nie zgłosił drużyny do rozgrywek. Spowodowało to, że w sezonie 2006/2007 klub rozpoczął grę w klasie A. W niej piłkarze z Czermna należeli do czołówki, co potwierdzały wysokie zwycięstwa (m.in. 6:0 z Lechią II Strawczyn, 8:0 z Tęczą Gowarczów, 6:0 ze Zrywem Łopuszno i 6:0 z Górnikiem Miedzianka), i o awans walczyli z Partyzantem Radoszyce. Na finiszu główny rywal mocno naciskał, lecz HEKO utrzymało prowadzenie, a po wyjazdowym zwycięstwie 4:0 z Samsonem Samsonów w ostatniej kolejce, zapewniło sobie awans do klasy okręgowej. Ponadto napastnik Konrad Kowalewski z 25 golami na koncie został królem strzelców klasy A.
Po rundzie jesiennej sezonu 2007/2008, w której HEKO wygrało m.in. 13:1 z Marolem Jacentów, klub z Czermna zajmował drugą lokatę, tracąc jeden punkt do liderującej Moravii Morawica. Wiosną utrzymał wysoką dyspozycję, nie przegrał żadnego meczu i zakończył rozgrywki na pierwszym miejscu, wyprzedzając Spartakusa Razem Daleszyce i Hetmana Włoszczowa. 7 stycznia 2007 roku obradujące w Warszawie walne zgromadzenie sprawozdawczo-statutowe PZPN przyjęło nową strukturę piłkarskich rozgrywek od sezonu 2008/2009 – cztery ligi centralne, od ekstraklasy przez pierwszą, dwie grupy drugiej do ośmiu grup trzeciej ligi. HEKO znalazło się więc w IV lidze, stanowiącej piąty poziom rozgrywkowy. Zajęło w niej szóste miejsce, tracąc 11 punktów do Juventy Starachowice, która wywalczyła awans.
W rundzie wiosennej sezonu 2009/2010 HEKO odniosło dziewięć zwycięstw – wygrało m.in. 5:1 ze Spartą Dwikozy i 6:0 z Neptunem Końskie. W marcu 2010 roku klub poinformował, że wiosną nie przystąpi do rozgrywek. Jako powód podał odejście kilku czołowych piłkarzy oraz brak juniorów, mogących rywalizować z powodzeniem w IV lidze. W sezonie 2010/2011 zespół został zgłoszony do rywalizacji w klasie B. Odniósł w niej 10 zwycięstw (najwyższe – 5:0 – na początku kwietnia 2011 w meczu z Lubrzanką II Kajetanów), zanotował cztery remisy i poniósł sześć porażek. Ostatecznie uplasował się na piątym miejscu w stawce 11 drużyn.
Latem 2011 roku HEKO nie zgłosiło się do rozgrywek. Jego miejsce w klasie B miał zająć nowo powstały Klub Sportowy Czermno. Miał on kontynuować tradycje HEKO, jednak z początkiem września rozwiązał swoją działalność, wycofując z rozgrywek ligowych wszystkie drużyny młodzieżowe oraz zespół seniorów. Powodem zaistniałej sytuacji była odmowa bezpłatnego przerejestrowania zawodników z HEKO do KS Czermno przez Świętokrzyski Związek Piłki Nożnej.

## Osiągnięcia
- II liga:
  - 12. miejsce: 2005/2006
- III liga:
  - 1. miejsce: 2004/2005
  - 3. miejsce: 2003/2004
- Puchar Polski, grupa: Piotrkowski OZPN:
  - Zwycięstwo: 1999/2000
- Puchar Polski, grupa: Świętokrzyski ZPN:
  - Finalista: 2001/2002

## Nazwy
- 1998–2000: Ludowy Zespół Sportowy HEKO Czermno[1][4]
- 2000–2011: Klub Sportowy HEKO Czermno[1][4]

## Klub w rozgrywkach

### Poszczególne sezony
| Sezon     | Rozgrywki ligowe | Rozgrywki ligowe           | Rozgrywki ligowe | Rozgrywki ligowe | Rozgrywki ligowe | Rozgrywki ligowe | Rozgrywki ligowe | Rozgrywki ligowe | Rozgrywki ligowe | Rozgrywki ligowe | Puchar Polski (rozgrywki centralne) | Najlepszy strzelec (rozgrywki ligowe) | Źródła               |
| Sezon     | Nazwa ligi       | Nazwa ligi                 | Msc              | M                | Z                | R                | P                | Bramki           | +/−              | Pkt              | Puchar Polski (rozgrywki centralne) | Najlepszy strzelec (rozgrywki ligowe) | Źródła               |
| --------- | ---------------- | -------------------------- | ---------------- | ---------------- | ---------------- | ---------------- | ---------------- | ---------------- | ---------------- | ---------------- | ----------------------------------- | ------------------------------------- | -------------------- |
|           |                  |                            |                  |                  |                  |                  |                  |                  |                  |                  |                                     |                                       |                      |
| 1998/1999 | VII              | Klasa B                    | 1 ↑              | b.d.             | b.d.             | b.d.             | b.d.             | b.d.             | b.d.             | b.d.             | –                                   | b.d.                                  | [ 4 ]                |
|           |                  |                            |                  |                  |                  |                  |                  |                  |                  |                  |                                     |                                       |                      |
| 1999/2000 | VI               | Klasa A                    | 1 ↑              | 24               | b.d.             | b.d.             | b.d.             | 58–25            | +33              | 54               | –                                   | b.d.                                  | [ 6 ]                |
|           |                  |                            |                  |                  |                  |                  |                  |                  |                  |                  |                                     |                                       |                      |
| 2000/2001 | V                | Klasa okręgowa             | 2 ↑              | 30               | 20               | 3                | 7                | 67–28            | +39              | 63               | I runda (1/64 finału)               | b.d.                                  | [ 9 ] [ 71 ]         |
|           |                  |                            |                  |                  |                  |                  |                  |                  |                  |                  |                                     |                                       |                      |
| 2001/2002 | IV               | IV liga                    | 4                | 30               | 15               | 9                | 6                | 46–24            | +22              | 54               | –                                   | b.d.                                  | [ 10 ]               |
| 2002/2003 | IV               | IV liga                    | 1 ↑              | 34               | 28               | 4                | 2                | 91–16            | +75              | 88               | –                                   | Arkadiusz Stępień – 27 goli           | [ 12 ] [ 13 ]        |
|           |                  |                            |                  |                  |                  |                  |                  |                  |                  |                  |                                     |                                       |                      |
| 2003/2004 | III              | III liga                   | 3                | 30               | 17               | 7                | 6                | 54–26            | +28              | 58               | –                                   | Grzegorz Piechna – 23 gole            | [ 19 ] [ 21 ]        |
| 2004/2005 | III              | III liga                   | 1 ↑              | 30               | 18               | 8                | 4                | 57–31            | +26              | 62               | –                                   | Paweł Zawistowski – 10 goli           | [ 25 ] [ 28 ]        |
|           |                  |                            |                  |                  |                  |                  |                  |                  |                  |                  |                                     |                                       |                      |
| 2005/2006 | II               | II ligaBaraże o utrzymanie | 12↓              | 342              | 101              | 130              | 111              | 40–422–2         | –20              | 43 –             | –                                   | Krzysztof Trela – 11 goli             | [ 51 ] [ 52 ] [ 72 ] |
|           |                  |                            |                  |                  |                  |                  |                  |                  |                  |                  |                                     |                                       |                      |
| 2006/2007 | VI               | Klasa A                    | 1 ↑              | 22               | 18               | 2                | 2                | 75–13            | +62              | 56               | I runda (1/32 finału)               | Konrad Kowalewski – 25 goli           | [ 59 ] [ 60 ]        |
|           |                  |                            |                  |                  |                  |                  |                  |                  |                  |                  |                                     |                                       |                      |
| 2007/2008 | V                | Klasa okręgowa             | 1                | 26               | 18               | 6                | 2                | 67–11            | +56              | 60               | –                                   | b.d.                                  | [ 61 ]               |
| 2008/2009 | V                | IV liga                    | 6                | 30               | 13               | 7                | 10               | 50–34            | +16              | 46               | –                                   | b.d.                                  | [ 64 ]               |
| 2009/2010 | V                | IV liga                    | 16 ↓             | 30               | 9                | 2                | 19               | 29–59            | –30              | 29               | –                                   | b.d.                                  | [ 65 ]               |
|           |                  |                            |                  |                  |                  |                  |                  |                  |                  |                  |                                     |                                       |                      |
| 2010/2011 | VIII             | Klasa B                    | 5                | 20               | 10               | 4                | 6                | 39–28            | +11              | 34               | –                                   | b.d.                                  | [ 67 ]               |
|           |                  |                            |                  |                  |                  |                  |                  |                  |                  |                  |                                     |                                       |                      |
| Razem     | –                | –                          | –                | 318              | 177              | 65               | 76               | 617–314          | +303             | –                | –                                   | –                                     | –                    |

### Rozgrywki ligowe
Klub występował w siedmiu poziomach ligowych. Najdłużej – cztery sezony – grał w piątym poziomie. Przez dwa lata rywalizował w III lidze – rozegrał w niej 60 meczów, z których 35 wygrał, 15 zremisował i 10 przegrał.
W II lidze HEKO rozegrało 34 meczów, z których 10 wygrało, 13 zremisowało i 11 przegrało. W klasyfikacji wszech czasów tego poziomu rozgrywkowego zajmuje 159. miejsce w stawce 193 drużyn. Ponadto w momencie awansu na zaplecze Orange Ekstraklasy zespół stał się klubem z najmniejszej miejscowości w historii II ligi – wieś Czermno miała w 2005 roku 613 mieszkańców. Blisko pobicia „rekordu” była w 2010 roku Termalica Bruk-Bet z siedzibą w liczącej 726 osób Niecieczy.

### Puchar Polski
HEKO Czermno w pucharze Polski na szczeblu centralnym zadebiutowało w sezonie 2000/2001. Po raz drugi miało wziąć udział w tych rozgrywkach w 2006 roku, jednak wycofało się z nich i mecz I rundy z Widzewem Łódź został zweryfikowany jako walkower dla rywali.
HEKO Czermno jeden raz zdobyło puchar Polski na szczeblu okręgu – 14 czerwca 2000 roku zwyciężyło GKS II Bełchatów w finale PP prowadzonego przez Piotrkowski OZPN. Ponadto klub jeden raz zagrał w finale PP w grupie podlegającej Świętokrzyskiemu ZPN. W sezonie 2001/2002 okazał się gorszy w dwumeczu od Alitu Ożarów – najpierw przegrał na wyjeździe 1:2, natomiast dwa tygodnie później w spotkaniu domowym uległ 0:2.

## Stadion
HEKO rozgrywało domowe mecze na stadionie w Czermnie. Obiekt posiada 2,5 tys. miejsc siedzących. Jego budowa została w całości sfinansowana przez właściciela klubu Henryka Koniecznego, czyniąc stadion pierwszym prywatnym obiektem tego typu w Polsce. Ze względu na szybkie awanse zespołu do wyższych lig, przed sezonem 2003/2004 stadion przeszedł modernizację. Zostały zamontowane profesjonalny monitoring i krzesełka, powstały również szatnie, następnie zaś loża prasowa ze stałym łączem internetowym. Wiosną 2004 roku planowano zadaszyć wybudowaną od podstaw trybunę, inwestycja ta nie doszła jednak do skutku. Zaplecze stanowi odnowa biologiczna, w której skład wchodzą solanki, sauna i bicze wodne.
Inauguracyjny mecz III ligi z Sandecją Nowy Sącz w sierpniu 2003 roku obejrzało 1,4 tys. kibiców. Wygrane 3:1 spotkanie z Koroną Kielce w październiku 2003 obserwowało 2 tys. osób. W drugoligowym sezonie 2005/2006 trzykrotnie na stadionie zasiadł komplet widzów (2,5 tys.) – było to w meczach z Widzewem Łódź (sierpień 2005), Lechią Gdańsk (wrzesień 2005) i ŁKS Łódź (październik 2005).
Za sezon 2005/2006 HEKO otrzymało nagrodę Fair Play za wzorowe wprowadzanie zasad bezpieczeństwa na stadionie w czasie spotkań piłkarskich. Pod uwagę brano również oprawy meczowe i zachowanie kibiców, a oceny dokonywali sędziowie i delegaci Polskiego Związku Piłki Nożnej obecni na meczach.

### Średnia liczba widzów na stadionie HEKO w II i III lidze

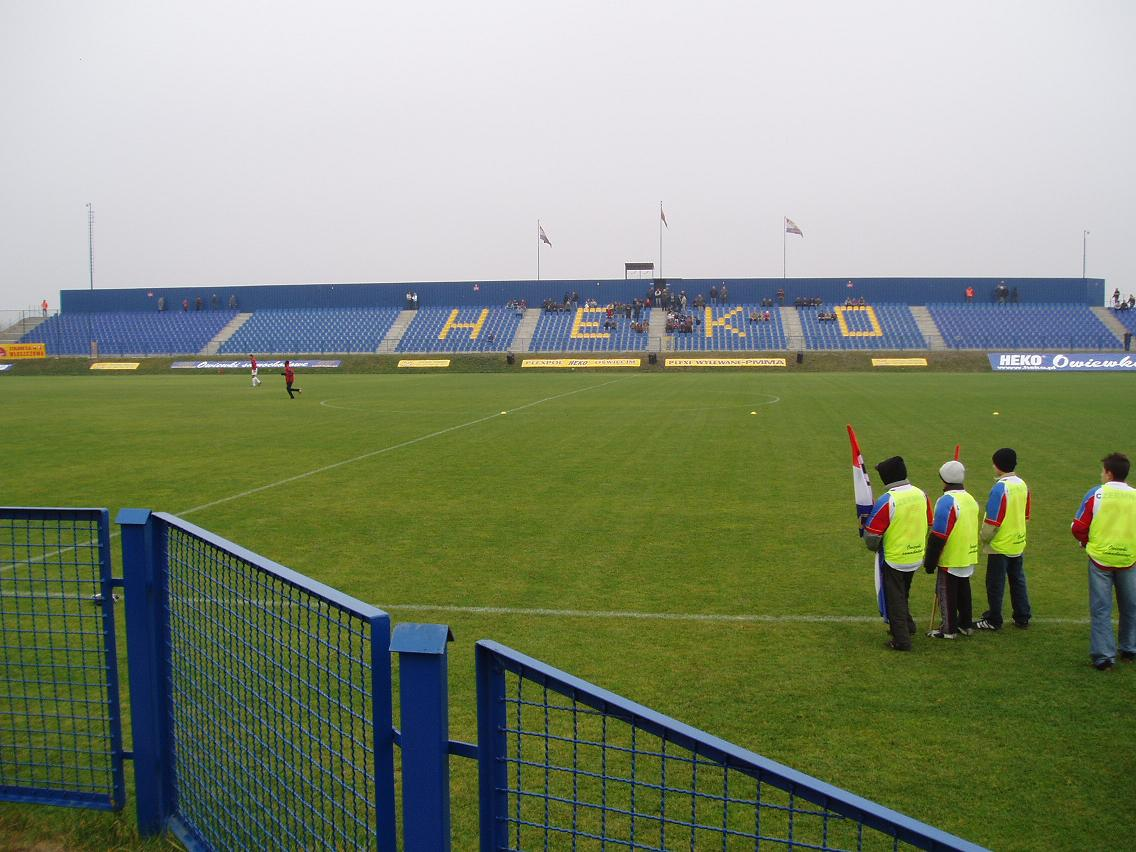
Stadion HEKO Czermno

Źródła: Sezon 2003/2004 – 90minut.pl, sezon 2004/2005 – 90minut.pl i sezon 2005/2006 – 90minut.pl.
Uwaga: statystyka sezonu 2005/2006 nie uwzględnia meczu barażowego ze Stalą Stalowa Wola, który oglądało z trybun 400 widzów.

## Trenerzy
Trenerem, który prowadził zespół w 2000 roku w meczu pucharu Polski z Polarem Wrocław, był Waldemar Cecki. W pierwszej części sezonu 2001/2002 funkcję szkoleniowca pełnił reprezentant Polski Michał Gębura, z którym klub rozstał się w listopadzie 2001 roku. Od 2002 trenerem drużyny był Zbigniew Karbownik, którego w maju 2004 roku zastąpił jego dotychczasowy asystent i trener grup młodzieżowych Andrzej Dec.
Awans do II ligi z zespołem HEKO wywalczył Paweł Kowalski, choć przez większość sezonu drużynę prowadził wspomniany Andrzej Dec. Na zapleczu Orange Ekstraklasy funkcję szkoleniowców pełnili Janusz Białek (od czerwca do grudnia 2005) i Józef Antoniak (od grudnia 2005 do końca rozgrywek).
| Imię i nazwisko    | Okres urzędowania | Okres urzędowania |
| ------------------ | ----------------- | ----------------- |
| Waldemar Cecki     | b.d.              | b.d.              |
| Michał Gębura      | do 2001           | do 2001           |
| Zbigniew Karbownik | 2002              | 2004              |
| Andrzej Dec        | 2004              | 2005              |
| Paweł Kowalski     | 2005              | 2005              |
| Janusz Białek      | 2005              | 2005              |

| Imię i nazwisko        | Okres urzędowania | Okres urzędowania |
| ---------------------- | ----------------- | ----------------- |
| Józef Antoniak         | 2005              | 2006              |
| Jarosław Smołuch       | 2006              | 2007              |
| Zbigniew Podsiebierski | 2007              | 2009              |
| Daniel Kowalczyk       | b.d.              | b.d.              |
| Karol Józefowski       | b.d.              | b.d.              |
| Źródło: 90minut.pl     |                   |                   |

## Afera korupcyjna
W 2006 roku Wydział Dyscypliny PZPN prowadził postępowanie wyjaśniające w sprawie zarzutów dotyczących nieuczciwego sędziowania w meczu HEKO ze Świtem Nowy Dwór Mazowiecki. Zgromadzone materiały przekazał Prokuraturze Okręgowej we Wrocławiu. W kwietniu 2010 funkcjonariusze Centralnego Biura Antykorupcyjnego zatrzymali prezesa klubu Henryka Koniecznego, następnie prokuratura we Wrocławiu postawiła mu pięć zarzutów korupcyjnych, dotyczących ustawiania wyników meczów HEKO w III lidze; mężczyzna został również tymczasowo aresztowany, po kilku dniach wpłacił kaucję w wysokości 30 tys. zł i został zwolniony.
Na początku października 2011 roku do Sądu Rejonowego dla Wrocławia Śródmieścia trafił akt oskarżenia, którym objęto 31 osób, w tym prezesa HEKO, kierownika drużyny, trenera oraz trzech zawodników klubu z Czermna. Pięciu ostatnich dobrowolnie poddało się karze i na początku lutego 2012 roku otrzymało kary pozbawienia wolności w zawieszeniu oraz grzywny. Dodatkowo wrocławski sąd kierownikowi, trenerowi i jednemu piłkarzowi zakazał działalności w profesjonalnej piłce nożnej. Akt oskarżenia dotyczył ustawienia wyników 10 meczów w okresie od 21 marca 2004 do 13 listopada 2005 roku.
W kwietniu 2012 roku prokuratura oskarżyła czwartego piłkarza HEKO, wcześniej przebywającego za granicą, o udział w ustawieniu wyniku trzecioligowego spotkania z Kmitą Zabierzów. Kilka dni później prezes klubu Henryk Konieczny dobrowolnie poddał się karze i został skazany na półtora roku pozbawienia wolności w zawieszeniu na dwa lata, grzywnę w wysokości 20 tys. zł oraz pięcioletni zakaz sprawowania funkcji w polskim sporcie.

## HEKO II Czermno
W sezonie 2004/2005 do rozgrywek świętokrzyskiej klasy A przystąpił drugi zespół HEKO. Wygrał on dziewięć meczów, siedem zremisował i osiem przegrał. Strzelił 66 goli, w tym 14 w spotkaniu inauguracyjnym z Leśnikiem Zagnańsk (14:0). Ostatecznie zajął w tabeli szóste miejsce w stawce 13 drużyn. Wysoką skutecznością dysponował, grający również w pierwszym zespole, Arkadiusz Stępień, który w meczach z Partyzantem Radoszyce (7:1) i Victorią Górki Szczukowskie (7:1) zdobył po pięć bramek. W sezonie 2004/2005 HEKO II wystąpiło również w pucharze Polski na szczeblu okręgu, w którym przegrało w III rundzie z Hetmanem Włoszczowa (1:2).
W sezonie 2005/2006 HEKO II ponownie rywalizowało w klasie A. Zespół z Czermna wygrał 13 meczów i dziewięć przegrał. Z dorobkiem 39 punktów zakończył rozgrywki na szóstym miejscu. Zdobył również najwięcej goli ze wszystkich zespołów – strzelił 70 bramek, w tym 16 w spotkaniu z Leśnikiem Zagnańsk (16:0, osiem goli strzelił, występujący także w pierwszej drużynie, Przemysław Pałkus) i osiem w meczu z GKS Fałków (8:0). W pucharze Polski na szczeblu okręgu HEKO II ponownie odpadło z rywalizacji w III rundzie, tym razem przegrywając 1:3 z Wierną Małogoszcz.